# Nsimbala wenea
Nsimbala wenea är en insektsart som beskrevs av Irena Dworakowska 1974. Nsimbala wenea ingår i släktet Nsimbala och familjen dvärgstritar. Inga underarter finns listade i Catalogue of Life.